# Melvin Calvin
Melvin Calvin (Saint Paul (Minnesota), 8 de abril de 1911-Berkeley (California), 8 de enero de 1997) fue un químico y catedrático estadounidense galardonado con el Premio Nobel de Química en 1961 «por sus trabajos sobre la asimilación del dióxido de carbono por las plantas».

## Biografía
Melvin nació en el seno de una familia de inmigrantes rusos en Saint Paul, Minnesota. Se crio en Detroit, (Míchigan).
Cursó estudios de química en la Escuela de Minería y Tecnología de Míchigan (hoy Universidad Tecnológica de Míchigan), donde se licenció en 1931. Posteriormente amplió sus estudios en la Universidad de Minnesota, donde se doctoró en 1935 y al año siguiente consiguió realizar una beca postdoctoral en la Universidad de Mánchester en Inglaterra.
Se incorporó al departamento de química de la Universidad de California, en Berkeley, en 1937 y en 1947 consiguió ser nombrado catedrático. En esa misma universidad fue director del Laboratorio Lawrence de Radiaciones del Departamento de Química Biológica.

## Investigaciones científicas
Su carrera se inició tras un accidente ocurrido en 1936 en la fábrica de tintes Imperial Chemical Industries (ICI) que tenía en Mánchester. Se elaboraba un compuesto incoloro llamado ftalonitrilo, pero una partida salió de un bello color azul, al parecer por una grieta en el forro de vidrio del recipiente. Se identificó como ftalocianina, miembro de una nueva, y estructuralmente interesante, familia de compuestos.
Calvin, que llegaba a la Universidad de Mánchester para realizar estudios posdoctorales, trabajaba con el catedrático Michael Polanyi y vio que el compuesto de la ICI tenía un parecido estructural con la hemoglobina y con la clorofila: las dos moléculas catalíticas más importantes en los seres vivos y, bioquímicamente, las más difíciles de comprender y de imitar. Siguió la sugerencia de Polanyi de emplear el compuesto de la ICI como modelo para investigar la conexión entre la estructura y la estabilidad en esas moléculas tan fundamentales.
Durante la década de 1940, en su estancia en Berkeley, comenzó sus experimentos sobre la fotosíntesis sobre cultivos del alga verde unicelular Chlorella pyrenoidosa, separando los compuestos obtenidos por cromatografía bidimensional e identificándolos gracias al carbono-14 y esclareciendo el proceso de asimilación fotoquímica del dióxido de carbono por las partes verdes de las plantas, hoy frecuentemente denominado ciclo de Calvin.
Fue galardonado con el Premio Nobel de Química en 1961 «por sus trabajos sobre la asimilación del dióxido de carbono por las plantas».
También fue distinguido en 1964 con la medalla Hughes —concedida por la Royal Society «en reconocimiento a su trabajo pionero en química y biología, particularmente por su elucidación de la ruta fotosintética para la incorporación del dióxido de carbono por las plantas»— y en 1978 con la medalla Priestley, concedida por la American Chemical Society.